# Alexander I van Alexandrië

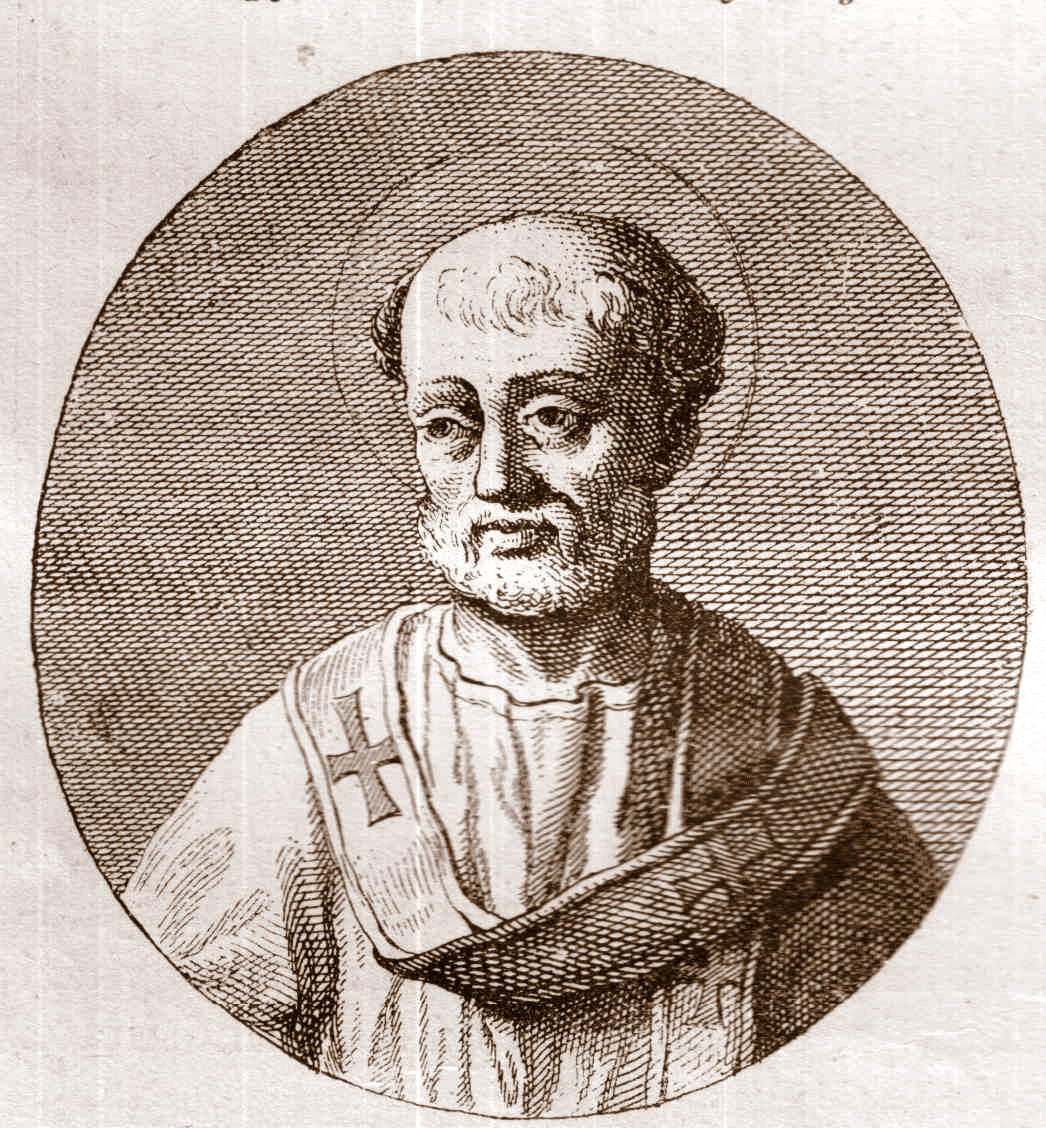
Alexander van Alexandrië

Alexander van Alexandrië (gestorven in 328) was de negentiende patriarch van Alexandrië, een ambt dat hij bekleedde sinds 313. Gedurende zijn patriarchaat sprak hij zich op een aantal belangrijke kwesties uit, zoals de juiste datum van Pasen en de acties van Meletius van Lycopolis. Hij was de aanvoerder van het verzet tegen het arianisme tijdens het Eerste Concilie van Nicaea. Hij is eveneens de mentor van zijn opvolger Athanasius van Alexandrië, die een van de belangrijkste kerkvaders zou worden.
Marcus I · Anianus · Avilius · Kedron · Primus · Justus · Eumenes · Marcianus · Celadion · Agrippinus · Julianus · Demetrius · Heraclas · Dionysius · Maximus · Theonas · Petrus I · Achillas · Alexander I · Athanasius · Petrus II · Timoteüs I · Theophilus · Cyrillus I · Dioscorus I · Timoteüs II · Petrus III · Athanasius II · Johannes I · Johannes II · Dioscorus II · Timoteüs III · Theodosius I · Doroteüs · Damianus · Anastasius · Andronicus · Benjamin I · Agatho · Johannes III · Isaak · Simeon I · Alexander II · Cosmas I · Theodosius II · Michaël I · Mina I · Johannes IV · Marcus II · Jacobus · Simeon II · Jozef I · Michaël II · Cosmas II · Sjenoeda I · Michaël III · Gabriël I · Cosmas III · Macarius I · Theofilus II · Mina II · Abraham · Filoteüs · Zacharias · Sjenoeda II · Christodulus · Cyrillus II · Michaël IV · Macarius II · Gabriël II · Michaël V · Johannes V · Marcus III · Johannes VI · Cyrillus III · Athanasius III · Johannes VII · Gabriël III · Johannes VII · Theodosius III · Johannes VIII · Johannes IX · Benjamin II · Petrus V · Marcus IV · Johannes X · Gabriël IV · Matteüs I · Gabriël V · Johannes XI · Matteüs II · Gabriël VI · Michaël VI · Johannes XII · Johannes XIII · Gabriël VII · Johannes XIV · Gabriël VIII · Marcus V · Johannes XV · Matteüs III · Marcus VI · Matteüs IV · Johannes XVI · Petrus VI · Johannes XVII · Marcus VII · Johannes XVIII · Marcus VIII · Petrus VII · Cyrillus IV · Demetrius II · Cyrillus V · Johannes XIX · Macarius III · Jozef II · Cyrillus VI · Sjenoeda III · Theodorus II